# POP School
 (février 2022).
POP School est un organisme de formation lillois créé en 2015, à la suite d'une incubation du projet au sein de l'association Anis.
POP School a obtenu en 2016 le prix « Initiative pour l’emploi de jeunes » du Fonds Social Européen (FSE) pour avoir lancé en 2015 sur Valenciennes une formation.
Depuis 2015, les formations POP School sont labellisées par le label d'état La Grande École du Numérique,. 
En mars 2020, Id Formation est entrée dans le capital de POP School pour soutenir le développement des formations POP School partout en France. 
En 2021, POP School est mandaté par l’État pour former une partie des conseillers numériques,.

## Engagements
L'organisme de formation est engagé pour faire de la filière du numérique une filière mixte. En 2021, POP School s'associe avec le média Paulette et l'entreprise Orange pour une créer une saison de podcast,. 
POP School est partenaire du collectif POP est accompagne les acteurs locaux sur les questions d'inclusion numérique.